# فیلتر قدرت فعال
فیلترهای قدرت فعال (اختصاری APF) فیلترهایی هستند که می‌توانند کار حذف هارمونیک را انجام دهند. فیلترهای قدرت فعال را می‌توان برای فیلتر کردن هارمونیک‌های سامانه قدرت که به‌طور قابل توجهی کمتر از فرکانس کلیدزنی فیلتر هستند، استفاده کرد. فیلترهای توان فعال برای فیلتر کردن هارمونیک‌های مرتبه بالاتر و پایین‌تر در سامانه قدرت استفاده می‌شوند.
تفاوت اصلی فیلترهای قدرت فعال و فیلترهای توان غیرفعال در این است که ای‌پی‌اف هارمونیک‌ها را با تزریق توان فعال با همان فرکانس اما با فاز معکوس کاهش می‌دهند تا آن هارمونیک را خنثی‌کنند، دراینجا فیلترهای قدرت غیرفعال از ترکیبی از مقاومت‌ها (R)، سلف‌ها (L) و خازن (C) استفاده می‌کنند و نیازی به منبع تغذیه خارجی یا اجزای فعال مانند ترانزیستور ندارد. این تفاوت، این امکان را برای ای‌پی‌اف‌ها فراهم می‌کند تا طیف وسیعی از هارمونیک‌ها را کاهش دهند.